# Saint-Didier-d'Aussiat

Saint-Didier-d'Aussiat este o comună în departamentul Ain din estul Franței.